# Список цвинтарів Москви

## Історія
Традиційно в давній Москві мешканців ховали біля парафіяльних храмів, в тому числі і біля церков на Красній площі і в Кремлі. Більш знатних і багатих — на території монастирів. Подібних цвинтарів до кінця XVII ст. в Москві було близько 300. Для невпізнаних трупів і самогубців існував спеціальний цвинтар, відомий з XVII ст. Пізніше ним став Лазаревський цвинтар. На території Мар'їних гаї ховали іноземців; пізніше у Лєфортовому з'явився Німецький цвинтар (нині Введенське кладовище). У 1657 році були заборонені нові поховання на території Кремля. Пізніше ряд обмежень ввів Петро I. У середині XVIII ст. імператриця Єлизавета Петрівна ввела заборону на поховання біля церков у Басманній слободі та Німецькій слободі; внаслідок цього Лазаревський цвинтар перетворився (з будівництвом церкви Лазаря) в перший загальноміський цвинтар. 
До 1812 року в Москві було 14 цвинтарів. У 1924 році в Москві діяло 24 цвинтарі (з них 14 були у віданні релігійних громад).
У 1927 році у зв'язку з будівництвом першого крематорію і першого колумбарію на Донському цвинтарі, на інших кладовищах Москви влаштовуються колумбарії для поховання урн з прахом покійних.  Під колумбарії зазвичай використовуються внутрішня сторона парткана кладовищ. 
В нішах Кремлівської стіни на Красній площі урни з прахом встановлюються з 1925 року. У 1973 році крематорій Донського цвинтара був демонтований і перенесений на Ніколо-Архангельський цвинтар. 
З розширенням в 1960 році території Москви в межах міста виявився ряд цвинтарів колишніх підмосковних міст і селищ. До початку 1979 року на території Москви було 52 цвинтаря загальною площею близько 800 га, більшість з яких в даний час закрито для первинних поховань.
Нині список цвинтарів, на яких поховані москвичі і в тій чи іншій формі тривають поховання, нараховує до 68.

## СписокцвинтарівМоскви
| №  | Назва                           | Адреса                                            | Адміністративний округ Москви | Дата заснування | Площа, га | Статус              | Кількість поховань | Вебсайт                                                               |
| -- | ------------------------------- | ------------------------------------------------- | ----------------------------- | --------------- | --------- | ------------------- | ------------------ | --------------------------------------------------------------------- |
| 1  | Алєксєєвський цвинтар           | проспект Миру, 132                                | Північно-Східний              | XVII ст.        | 2         |                     |                    |                                                                       |
| 2  | Алтуф'євський цвинтар           | Алтуф'євске шосе, 1041                            | Північно-Східний              | 1750            | 4         |                     |                    |                                                                       |
| 3  | Алабушевський цвинтар           | с. Алабушево                                      | Зеленоградський               | 34,7            |           |                     |                    |                                                                       |
| 4  | Бабушкінський цвинтар           | Ярославське шосе, 52                              | Північно-Східний              | 1913            | 11        |                     |                    | Бабушкінський цвинтар                                                 |
| 5  | Богородський цвинтар            | вул. Краснобогатирська, буд. 81                   | Східний                       | 1750            |           |                     |                    |                                                                       |
| 6  | Борисовський цвинтар            | вул. Борисовські ставки, буд. 4                   | Північний                     | 1550            | 4         |                     |                    |                                                                       |
| 7  | Бусіновський цвинтар            | вул. Бусіновська гірка, 1                         | Північний                     | 1856            | 1         |                     |                    |                                                                       |
| 8  | Бутовський цвинтар              | Південне Бутово, 36-й км Курської з/д             | Південно-Західний             | 1965            | 9,67      |                     |                    |                                                                       |
| 9  | Биковський цвинтар              | м.Жуковський, вул. Гагаріна                       |                               | XVIII ст.       |           |                     |                    |                                                                       |
| 10 | Ваганьковський цвинтар          | вул. Сергія Макєєва, буд. 15                      | Центральний                   | 1771            | 50        |                     | 100 тис            | Ваганьковський цвинтар [Архівовано 18 серпня 2014 у Wayback Machine.] |
| 11 | Вишняківський цвинтар           | вул. Юності, буд. 17                              | Східний                       | 1650            | 1,5       |                     |                    |                                                                       |
| 12 | Введенський цвинтар             | ул. Налична, 1                                    | Південно-Східний              | 1650            | 1,5       |                     |                    | Введенський цвинтар [Архівовано 1 липня 2016 у Wayback Machine.]      |
| 13 | Вірменський цвинтар             | вул. Сергія Макєєва 12                            | Центральний                   | 1805            | 2         |                     |                    |                                                                       |
| 14 | Владикінський цвинтар           | вул. Станційна, буд. 8                            | Північно-Східний              | 1859            | 1,45      |                     |                    |                                                                       |
| 15 | Востряковський цвинтар          | вул. Озерна, буд. 47                              | Північно-Західний             | XIX ст.         | 131       |                     |                    |                                                                       |
| 16 | Головинський цвинтар            | Головинське шосе, 13                              | Північний                     | 1951            | 15,3      |                     |                    |                                                                       |
| 17 | Гольянівський цвинтар           | вул. Курганська, буд. 11                          | Східний                       | 1550            | 2         |                     |                    |                                                                       |
| 18 | Даниловський цвинтар            | 4-й Рощинський проїзд, буд. 30                    | Південний                     | 1771            | 35        |                     |                    |                                                                       |
| 19 | Долгопрудненський цвинтар       | Долгопрудний, Лихачовський проїзд, буд. 1         | Північний                     | 1957            | 57        |                     |                    |                                                                       |
| 20 | Домодедовський цвинтар          | Домодедовский р-н, с.Істоміха                     |                               | 1984            | 126,8     |                     |                    |                                                                       |
| 21 | Донський цвинтар                | Донська площа, буд. 1                             | Південний                     | 1591            | 13        |                     |                    |                                                                       |
| 22 | Захар'їнський цвинтар           | Південне Бутово, буд. Захар'їна, вул. Шосейна     | Південно-Західний             | XIX ст.         | 11        |                     |                    |                                                                       |
| 23 | Ізмайловський цвинтар           | Ізмайловський проїзд, 30                          | Східний                       | 1672            | 3         |                     |                    |                                                                       |
| 24 | Калитніковський цвинтар         | Великий Калитніковський проїзд, 11                | Центральний                   | 1771            |           |                     |                    |                                                                       |
| 25 | Капотнинський цвинтар           | 1-й Капотнинский проїзд, буд. 11                  | Південно-Східний              | 1700            | 2         |                     |                    |                                                                       |
| 26 | Качаловський цвинтар            | Північне Бутово, вул. Старокачаловская, 8а        | Південно-Західний             | 1694            | 10        |                     |                    |                                                                       |
| 27 | Котляковський цвинтар           | Ділова вулиця, буд. 20а                           | Південний                     | 1959            | 39        |                     |                    |                                                                       |
| 28 | Кузьмінський цвинтар            | вул. Академіка Скрябіна, 19                       | Південно-Східний              | 1956            | 60        |                     |                    |                                                                       |
| 29 | Кунцевський цвинтар             | вул. Рябинова, буд. 1                             | Західний                      | XVII ст.        | 16,62     |                     |                    |                                                                       |
| 30 | Кремлівська стіна               | Красна площа                                      | Центральний                   | 1917            |           |                     |                    |                                                                       |
| 31 | Леоновський цвинтар             | 1-й проїзд Лєскова, буд. 8                        | Північно-Східний              | 1920            | 2,31      |                     |                    |                                                                       |
| 32 | Ліанозовський цвинтар           | вул. Молокова (83-й км МКАД)                      | Північно-Східний              | 1900            | 7         |                     |                    |                                                                       |
| 33 | Люблінський цвинтар             | вул. Ставропольська, буд. 74а                     | Північно-Східний              | 1635            | 19        |                     |                    |                                                                       |
| 34 | Медведковський цвинтар          | вул. Заповідна, буд. 7а                           | Північно-Східний              | XVII ст.        | 1,23      |                     |                    |                                                                       |
| 35 | Мітінський цвинтар              | Пятницьке шосе, 6-й км                            | Північно-Західний             | 1978            | 108       |                     |                    |                                                                       |
| 36 | Міуський цвинтар                | вул. Сущьовський Вал, 19                          | Північно-Східний              | 1771            | 5         |                     |                    |                                                                       |
| 37 | Ніколо-Архангельський цвинтар   | с.Нікольсько-Архангельське, Носовихінське шосе,16 | Балашиха                      | 1960            | 138       |                     |                    |                                                                       |
| 38 | Новодівочий цвинтар             | Лужнецький проїзд, буд. 2                         | Центральний                   | XVI ст.         | 7,5       |                     | 26 тис.            | Неофіційний сайт [Архівовано 25 січня 2013 у Wayback Machine.]        |
| 39 | Ореховський цвинтар             | Шипиловський проїзд, буд. 45                      | Південний                     | 1930            | 2,2       |                     |                    |                                                                       |
| 40 | Орловський цвинтар              | с. Орловка, вул. Староорловська                   | Західний                      | 1960            | 0,66      |                     |                    |                                                                       |
| 41 | Останкінський цвинтар           | вул. Прудова, буд. 11                             | Північно-Східний              | 1888            | 2,2       |                     |                    |                                                                       |
| 42 | Пихтінський цвинтар             | с. Пихтіно, 25                                    | Новомосковський               |                 | 20        | діє, закритого типу |                    |                                                                       |
| 43 | Перепечинський цвинтар          | Перепечіно, 32-км Ленинградського шосе            | Солнечногорський район        | 1999            | 106       |                     |                    |                                                                       |
| 44 | Перловський цвинтар             | 92 км МКАД, вул. Стартовска, 16                   | Північно-Східний              | 1932            | 19        |                     |                    |                                                                       |
| 45 | Перовський цвинтар              | вул. Кетчерська, буд. 20                          | Східний                       | кін. XVIII ст.  | 6         |                     |                    |                                                                       |
| 46 | Покровський цвинтар             | вул. Подільських Курсантів, 24                    | Південний                     | 1958            | 14,5      |                     |                    |                                                                       |
| 47 | Преображенський цвинтар         | вул. Преображенський Вал, 17а                     | Східний                       | 1771            | 26        |                     |                    |                                                                       |
| 48 | П'ятницький цвинтар             | Дроболітейний провулок, буд. 5                    | Північно-Східний              | 1771            | 14,1      |                     |                    |                                                                       |
| 49 | Раєвський цвинтар               | Олонецкий проїзд, буд. 2                          | Північно-Східний              | 1900            | 2,92      |                     |                    |                                                                       |
| 50 | Рогожський цвинтар              | вул. Старообрядницька, буд. 31А                   | Південно-Східний              | 1771            | 12        |                     |                    |                                                                       |
| 51 | Рождєствєнський цвинтар         | вул. 1-ша Муравська, буд. 39                      | Північно-Західний             | XVIII ст.       | 1,09      |                     |                    |                                                                       |
| 52 | Рублевський цвинтар             | с. Рублево, Рублевське шосе, 2-й км за МКАД       | Західний                      | 1620            | 3,38      |                     |                    |                                                                       |
| 53 | Старий Донський цвинтар         |                                                   | Південний                     | 1591            | 2         |                     |                    |                                                                       |
| 54 | Старо-Марківський цвинтар       | Дмитрівське шосе, 124А                            | Північно-Східний              | 1946            | 5,88      |                     |                    |                                                                       |
| 55 | Старо-Покровський цвинтар       | вул. Дорожна, 12/8                                | Південний                     | 1858            | 11        | Діє                 |                    |                                                                       |
| 56 | Тимірязєвський цвинтар          | вул. Тимірязєвська                                | Північно-Східний              | 1941            | 0,5       |                     |                    |                                                                       |
| 57 | Троєкурівський цвинтар          | вул.Рябинова, буд. 24                             | Західний                      | 1962            | 20,82     |                     |                    |                                                                       |
| 58 | Троїце-Ликовський цвинтар       | вул. Твардовського, буд. 12                       | Північно-Західний             | XVII ст.        | 1,3       |                     |                    |                                                                       |
| 59 | Хімкінський цвинтар             | Новосходненське шосе, буд. 1                      | Північний                     | 1959            | 66,4      |                     | 177 тис.           |                                                                       |
| 60 | Хованський цвинтар              | «Мосрентген», 21-й км Київського шосе             | Новомосковський               | 1978            | 197,2     | Діє                 |                    |                                                                       |
| 61 | Черкізовський цвинтар           | вул. В. Черкизовска, буд. 15                      |                               | 1929            |           | Недіє               |                    |                                                                       |
| 62 | Черкізовський північний цвинтар | Міський округ Хімки, с.Подрезково                 |                               |                 | 3,1       |                     |                    |                                                                       |
| 63 | Черневський цвинтар             | Південне Бутово, вул. Південнобутовська 66        | Південно-Західний             | XVII ст.        | 2,4       | Діє                 |                    |                                                                       |
| 64 | Щербинський цвинтар             | станція Щербинка                                  | Подольський район             | 1982            | 90        |                     |                    |                                                                       |
| 65 | Ясеневський цвинтар             | Новоясеневський проспект, буд. 46                 | Південно-Західний             | XVIII ст.       | 2         |                     |                    |                                                                       |